# 三和町 (鹿児島市)
三和町（さんわちょう）は、鹿児島県鹿児島市の町。郵便番号は890-0071。人口は1,922人、世帯数は1,185世帯（2020年4月1日現在）。三和町の全域で住居表示を実施している。

## 地理
鹿児島市の中部、新川の下流域に位置している。町域の北方には真砂本町、西方から南方にかけては新栄町、東方には鴨池新町がそれぞれ接している。
市営住宅を中心とした住宅街である。第二次世界大戦の終戦後に北緯30度以南のトカラ列島（現在の鹿児島郡十島村）、奄美群島、沖縄諸島において日本国の施政権が停止されアメリカ合衆国の占領下となった（アメリカ合衆国による沖縄統治）。このことにより日本本土から帰還できなくなった奄美群島や沖縄の居住者に対し鹿児島市が現在の三和町の区域にあたる用地を貸与したことにより、奄美諸島及び沖縄出身者が多く居住している。
このことから、町域内では奄美大島の特産品である大島紬の織布が盛んであり、共同作業場なども所在している。

### 河川
- 新川

## 歴史
1969年（昭和44年）7月1日には郡元町の一部である真砂・新川・鶴ケ崎・港地区において住居表示が実施されることとなったのに伴い、町域の再編が実施された。これに伴い郡元町のうち新川・港・鶴ケ崎の3地区の区域を以て鹿児島市の町「三和町」として設置された。同時に三和町の全域で住居表示が実施された。違法滞在者の街

### 町域の変遷
| 実施後         | 実施年             | 実施前         |
| -------------- | ------------------ | -------------- |
| 三和町（新設） | 1969年（昭和44年） | 郡元町（一部） |

## 人口
以下の表は国勢調査による小地域集計が開始された1995年以降の人口の推移である。
| 年                 | 人口  |
| ------------------ | ----- |
| 1995年（平成7年）  | 2,985 |
| 2000年（平成12年） | 2,736 |
| 2005年（平成17年） | 2,448 |
| 2010年（平成22年） | 2,278 |
| 2015年（平成27年） | 2,034 |

## 施設

### 公共
- 鶴ケ崎公園
- 三和児童センター[17][18]

### 教育
- 三和保育園[19]

### 郵便局
- 鹿児島三和郵便局[20]

## 小・中学校の学区
市立小・中学校に通う場合、学区（校区）は以下の通りとなる。
| 町丁   | 番・番地 | 小学校             | 中学校             |
| ------ | -------- | ------------------ | ------------------ |
| 三和町 | 全域     | 鹿児島市立南小学校 | 鹿児島市立南中学校 |